# P/2013 P5
P/2013 P5是由泛星計畫（Pan-STARRS）的望远镜在2013年8月27日发现的小行星（或主带彗星）。哈勃空间望远镜对它进行观测发现它有六条彗星样的尾巴。因此对这个星体的命名采用彗星的命名方式。

## 特征
P/2013 P5的半径为240米。在发现时，它就显现出和其他小行星有所不同的外观：其他小行星在照片上都是一个小光点，但P/2013 P5却是一个模糊的外观。哈勃空间望远镜在2013年9月10日拍摄的照片可以辨认出它有多条尾巴的痕迹，9月23日再对它进行观测时，发现其外观已经完全改变，似乎所有的结构都已经翻转过来。天文学家怀疑这种现象因为行星自身运转速度加快使表层物质喷出形成物质流所造成的。

## 探测
天問二號计划完成振盪天星的探测与采样后，预计2035年飞抵并进行至少1年的环绕探测。